# 春屋宗園
春屋宗園（しゅんおくそうえん、享禄2年（1529年） - 慶長16年2月9日（1611年3月23日））は、安土桃山時代から江戸時代初期にかけての臨済宗の僧。出身は山城国（京都府南部）。俗姓は園部、別号は一黙子。

## 生涯
建仁寺の驢雪鷹灞、大徳寺の笑嶺宗訢などに師事し、永禄12年（1569年）に大徳寺の住持となった。今井宗久・千利休などの茶人や数々の戦国武将や貴人と交わった。塔頭として三玄院、龍光院、筑前博多の崇福寺などを開山している。
慶長4年（1599年）、石田三成が居城佐和山城の城内に亡母の供養のために瑞嶽寺という一寺を建立した際、三玄院の建立以来親交があった宗園に住職の派遣を依頼した。宗園は弟子の薫甫宗忠を住職に任命し、宗忠と共に同じく弟子の沢庵宗彭も佐和山城に同行し、沢庵は三成と親交を深めた。関ヶ原の戦いの結果、佐和山城が陥落すると、宗忠と沢庵は共に佐和山城を脱出して、三玄院に落ち延びた。三成の処刑後の遺体を手厚く三玄院に葬ったのは宗園と沢庵であった。また、秀吉の側近であった武将・黒田孝高とも茶の湯などを通じて親しくなり、彼の死後描かれた肖像画には功績を讃える讃を漢文で丁寧に書いている。晩年は孝高の嫡男・黒田長政が建立した大徳寺龍光院の庵にて隠棲し、まもなく死去した。なお、長政は博多大津、千代松原に大宰府から名刹、崇福寺（筑前黒田家菩提寺）を移転させ、新たに建立開基した際には宗園を筑前に招き再開山している。
有名な金毛閣事件において、春屋宗園が書いた大徳寺の山門の寄進を千利休に贈ったことが、詩文の内容から豊臣秀吉の不満を引き起こし、千利休に贈られた切腹命令の謎の一つとなりました。
宗園の弟子には、紫衣事件に関係した玉室宗珀・江月宗玩がいる。
参禅した人には、古田織部・小堀遠州・黒田長政・桑山重晴・瀬田掃部・近衛信尹・久我敦通・山岡宗無等がいる。